# 射場大輔
射場 大輔（いば だいすけ、1997年12月3日 - ）は、ジャパンラグビーリーグワンレッドハリケーンズ大阪に所属するラグビー選手。

## プロフィール
- 兵庫県出身[1]。
- ポジションはセンター(CTB)。
- 身長 177 cm、体重 90 kg

## 略歴
2016年、常翔学園高校卒業後、明治大学に入学。なお常翔学園高校時代、高校日本代表候補に選ばれたことがある。
2019年、明治大学ラグビー部のBKリーダーに就任した。
2020年、明治大学卒業後、NTTドコモレッドハリケーンズ(現・レッドハリケーンズ大阪)に加入。
2022年2月6日に行われたJAPAN RUGBY LEAGUE ONE第5節東京サンゴリアス戦にて先発出場でリーグワン公式戦初出場を果たした。